# District de Bình Thủy
Bình Thủy est un district de Cần Thơ dans le delta du Mékong au sud du Viêt Nam. 

## Géographie
La superficie du district est de 69 km2. 